# Mohammed Ben Ahmed Abdelghani
Mohamed Ben Ahmed Abdelghani (en arabe : محمد بن أحمد عبد الغني) dit Mohamed Abdelghani, né à Sebdou à Tlemcen le 18 mars 1927 et mort à Alger le 22 septembre 1996.
Il est un homme d'État algérien, ministre de l'intérieur de 1974 a 1979 et Premier ministre du président Chadli Bendjedid du 8 mars 1979 au 22 janvier 1984.
Il est actuellement le chef de gouvernement à la longévité la plus longue à la tête de l'Algérie.

## Biographie
Il milite au sein du Parti du peuple algérien (PPA) et du Mouvement pour le triomphe des libertés démocratiques (MTLD) depuis les années 1940. Il participe aux événements du 8 mai 1945 durant lesquels il est arrêté.
Il poursuit ses études universitaires en France jusqu’en 1956, en raison de la grève des étudiants : il interrompt ses études pour rejoindre Le Caire.
Il rejoint le maquis dans la wilaya V du FLN. Il est chef d’une unité militaire et rejoint la coalition de Tlemcen lors du conflit qui oppose l’état-major militaire au gouvernement provisoire.
En 1957, il est chef politico-militaire de la région d’Aflou, puis commandant de la Zone sud.
Chef de la première région militaire après l’indépendance, il ne participe pas au coup d’État contre le président Ben Bella le 19 juin 1965 : à cause de ses bonnes relations avec le président, il est envoyé la veille en mission en Corée.
En 1965, il est membre du Conseil de la Révolution, puis président de la Cour révolutionnaire en 1968. En décembre 1974, il est désigné au poste de ministre de l’Intérieur à la suite de la mort d'Ahmed Medeghri. Il est nommé Premier ministre sous la présidence de Chadli Bendjedid entre 1979 et 1984 puis ministre d’État auprès de la présidence de la République de 1984 à 1988.
Il quitte la scène officielle puis réapparaît en septembre 1996 comme participant à la Conférence de l’entente nationale.

Il meurt d’une crise cardiaque le 22 septembre 1996 à l’âge de 69 ans. 

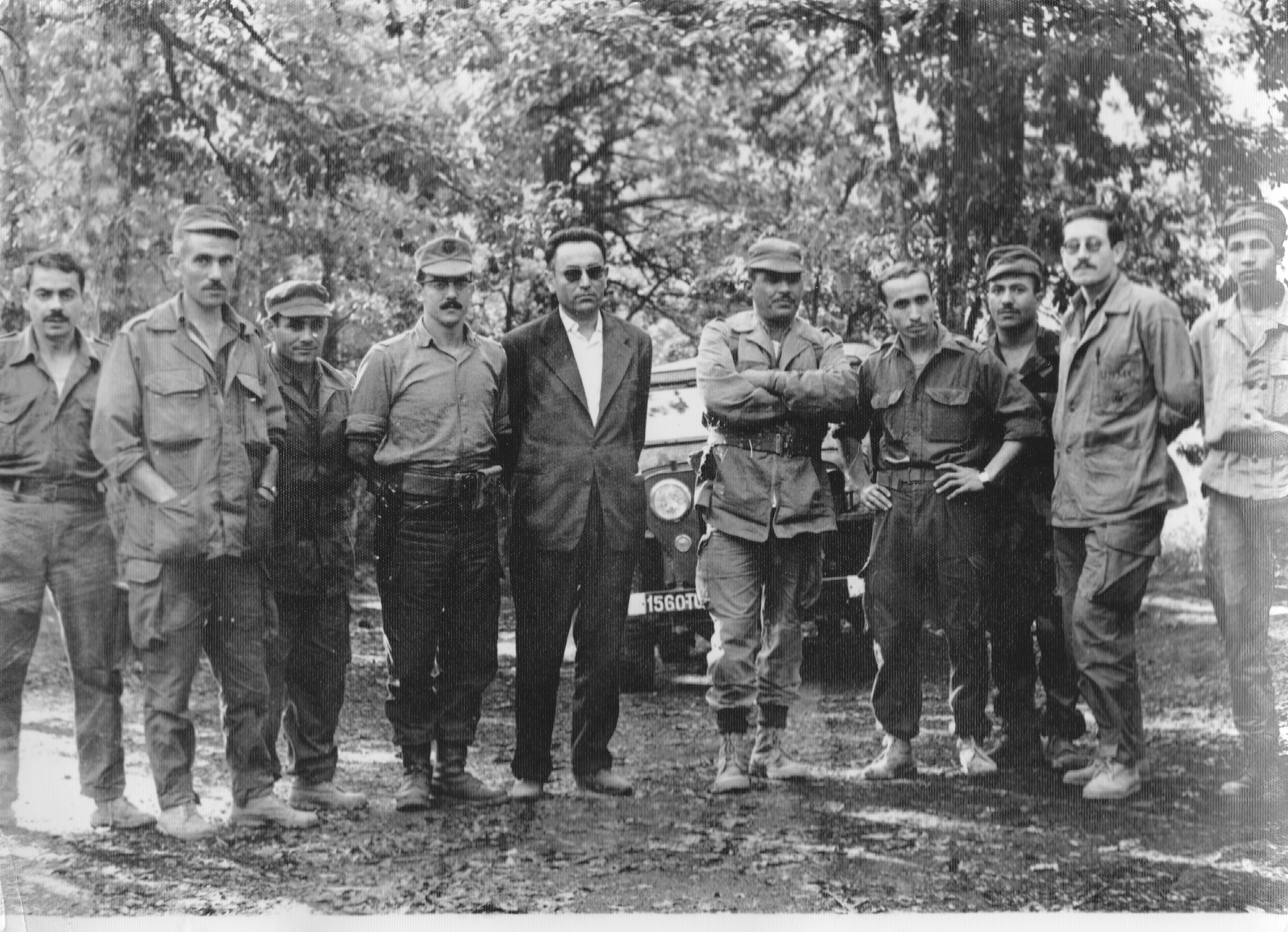
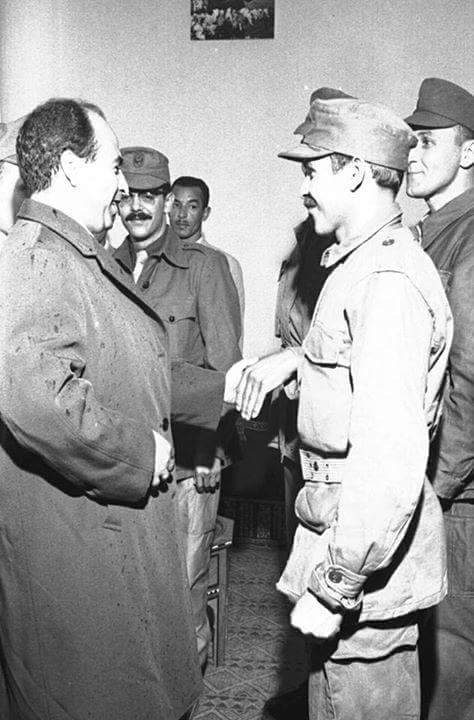
Mohamed Abdelghani et Abdelaziz Bouteflika
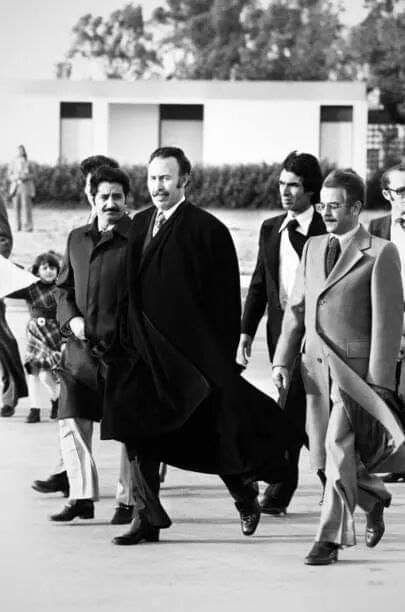
Le président Houari Boumediene avec Mohamed Salah Yahiaoui et le ministre de l'Intérieur Mohamed Ben Ahmed Abdelghani.

## Postérité
Une résidence universitaire port son nom à Mansourah, Tlemcen.